# ستيفان كيميفسكي
ستيفان كيميفسكي مواليد 31 ديسمبر 1990 في كومانوفو، جمهورية مقدونيا، هو لاعب كرة يد مقدوني يلعب كحارس مرمى. مثل منتخب مقدونيا لكرة اليد.